# Серрунгарина
Серрунгарина (итал. Serrungarina) — коммуна в Италии, располагается в регионе Марке, в провинции Пезаро-э-Урбино.
Население составляет 2450 человек (2008 г.), плотность населения составляет 107 чел./км². Занимает площадь 23 км². Почтовый индекс — 61030. Телефонный код — 0721.
Покровителем коммуны почитается святой Антоний Великий, празднование 17 января.

## Демография
Динамика населения:

## Администрация коммуны
- Официальный сайт: http://www.comune.serrungarina.ps.it/